# 外北乡
外北乡，是中华人民共和国四川省凉山彝族自治州会理市曾经下辖的一个乡。2019年12月，撤销外北乡，将其所属行政区域划归城北街道管辖。

## 行政区划
外北乡撤销前下辖以下地区：
云岩村、清水村、光荣村、前兴村、兴荣村、大营村、白龙村和玉坪村。